# Aramàixevo
Aramàixevo (en rus: Арамашево) és un poble de l'óblast de Sverdlovsk, a Rússia, segons el cens del 2010 tenia 713 habitants.